# كريس سوان
كريس سوان (10 أغسطس 1978 - ) (بالإنجليزية: Chris Swan)‏ هو لاعب كريكت أسترالي. لعب مع Brisbane Heat ‏ وفريق كوينسلاند للكريكت ‏.

## وصلات خارجية
- كريس سوان على موقع إي آس بي آن كريك إنفو (الإنجليزية)